# 겐큐 (13세기)
겐큐(元久, げんきゅう)는 일본의 연호(元号) 중 하나이다.
- 전후 : 겐닌(建仁) 이후 - 겐에이(建永) 이전.
- 시기 : 1204년 ~ 1205년
- 천황 : 쓰치미카도 천황
- 인세이 : 고토바 상황
- 쇼군 : 가마쿠라 막부의 미나모토 노 사네토모
- 싯켄 : 호조 요시토키

## 개원(改元)
- 겐닌 4년 2월 20일(율리우스력 1204년 3월 23일), 갑자혁령에 해당해 개원.
- 겐큐 3년 4월 27일(율리우스력 1206년 6월 5일), 겐에이로 개원된다.

## 출전
《모시정의(毛詩正義)》의 “但文王自於國內建元久矣，無故更復改元”.
- 권진자(勧進者)는 산기(参議) 후지와라 노 지카쓰네.

## 겐큐 시기에 일어난 일
- 2년
  - 신코킨와카슈(新古今和歌集)가 성립.
  - 호조 요시토키가 만도코로(政所)의 벳토(別当)에 올라 제2대 집권자가 되다.

## 서력과의 대조표
| 겐큐 | 원년   | 2년    | 3년    |
| ---- | ------ | ------ | ------ |
| 서력 | 1204년 | 1205년 | 1206년 |
| 간지 | 갑자   | 을축   | 병인   |

## 같이 보기
- 일본의 연호 일람

| 이전 겐닌 | 일본의 연호 1204년 ~ 1206년 | 다음 겐에이 |